# Marguerite Lacressonnière
Pour les articles homonymes, voir Lacressonnière (homonymie).
Marguerite Lacressonnière, née Marguerite Gérinière le 15 septembre 1815 à Lyon et morte le 26 janvier 1859 à Paris 11e, est une actrice française.

## Biographie
Marguerite Gérinière est née à Lyon en 1815. Cadette d'une famille de cinq enfants, son père est menuisier et sa mère marchande de poissons,. Elle monte sur scène pour la première fois à l'âge de quatorze ans dans un petit théâtre de la rue de la Juiverie à Lyon.
Elle est remarquée dans Le Philtre champenois par le directeur du théâtre de Chambéry où elle se produisit. Puis au Grand Théâtre de Lyon avant d'être engagée par la troupe d'arrondissement de Combettes. Colson l'a fit jouer dans son théâtre de La Rochelle. En 1840, elle joua à Angers, Le Mans, Rennes et Alençon. Puis elle passa une saison à la Gaîté avant d'être engagée comme jeune première à Marseille de 1843 à 1846.
Recommandée par Joseph Méry et Dumas fils à Dumas père qui constituait la troupe du Théâtre historique, Hippolyte Hostein l'engagea pour y jouer entre 1847 et 1850. Elle suivit Hostein à la Gaîté (1851-1855). Elle jouera ensuite au Cirque-National en 1856 puis à l'Odéon en 1858 et enfin au Théâtre de l'Ambigu-Comique où à la suite de cent représentations des Fugitifs, elle tombe malade de fatigue.
Elle meurt au 2 boulevard du Temple à Paris le 26 janvier 1859 auprès de son mari dont elle était séparée depuis 1856,,. Ses funérailles se sont déroulées à l'église Saint-Sulpice en présence de plus de 800 artistes dramatiques ; Camille Doucet, chef de la division des théâtres ; Charles de La Rounat, directeur du théâtre de l'Odéon et Arthur de Beauplan. Au cimetière du Père-Lachaise, où elle est inhumée, un monument élevé par souscription est orné d'un buste en bronze non signé la représentant tête nue, légèrement tournée vers son épaule gauche, et à la poitrine partiellement drapée. Elle tient de sa main droite un masque.
Elle avait épousé en premières noces Perrier. En secondes noces, elle épousa, en 1847, l'acteur Louis-Charles-Adrien Le Sot de la Panneterie dit Lacressonnière,.

## Rôles
- Grand Théâtre de Lyon :
  - les secondes Dugazon

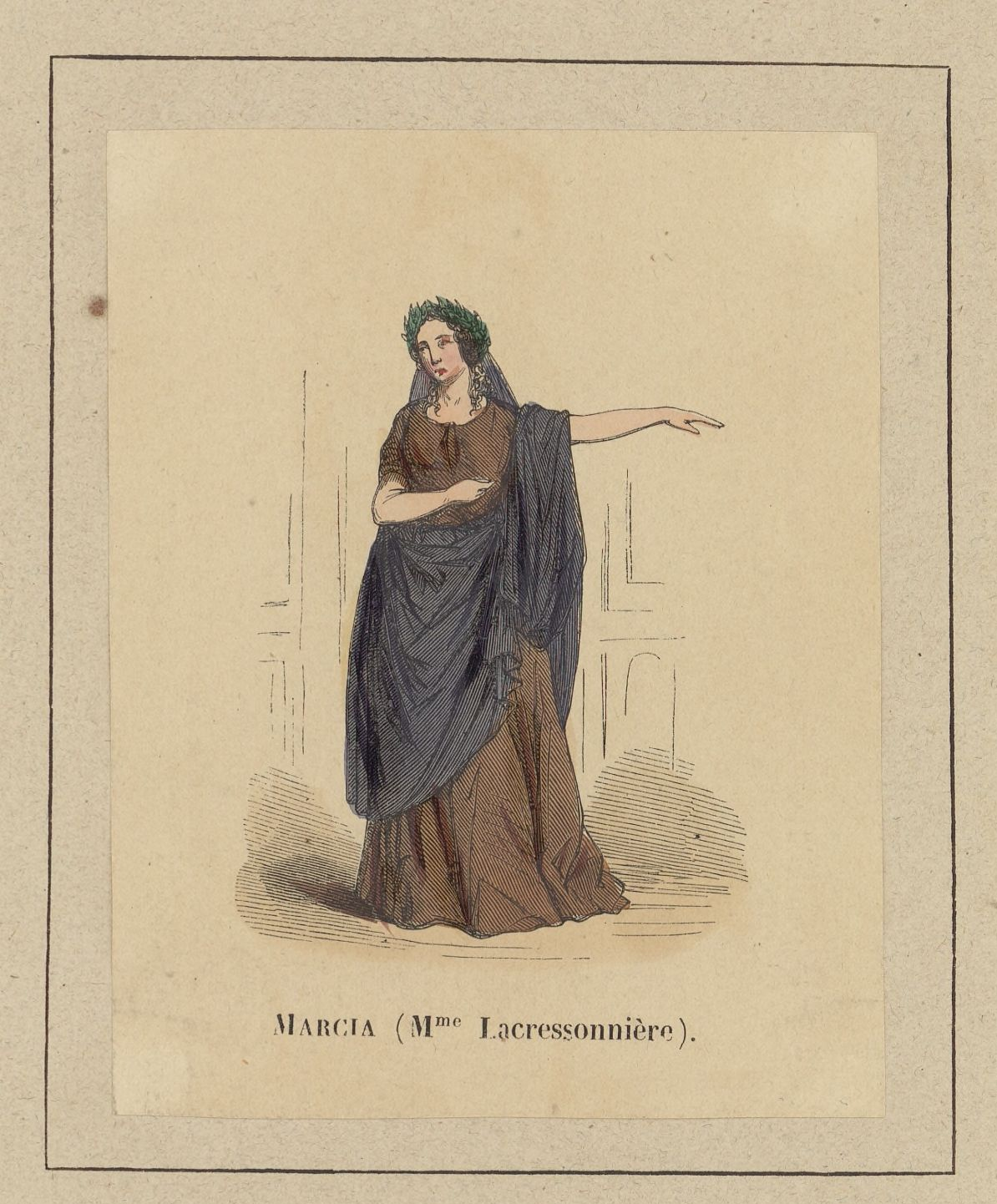
Marguerite Lacressonnière dans Catilina, au Théâtre Historique.

- Théâtre Historique (devenu l'actuel Théâtre de la Ville) :
  - rôle-titre dans La Reine Margot d'Alexandre Dumas (20 février 1847)
  - Lady Mylfort dans Intrigue et amour (11 juin 1847)
  - Julia dans L'École des familles d'Adolphe Dumas (20 mai 1847)
  - Gertrude dans La Marâtre (25 mai 1848)
  - Marcia dans Catilina de Alexandre Dumas et Auguste Maquet  (14 octobre 1848)
  - Suzanne dans Les Mystères de Londres de Paul Féval (29 décembre 1848)
  - rôle-titre et la duchesse de Guise dans les reprises d'Angèle (19 septembre 1848) et d'Henri III et sa cour
- Gaîté :
  - Armande Béjart dans Molière de George Sand (10 mai 1851)
  - La Paysanne pervertie de Dumanoir et Dennery (18 octobre 1851
  - Le Château de Grantier de Maquet (12 janvier 1852)
  - La Mendiante d'Auguste Anicet-Bourgeois et Michel Masson (22 avril 1852)
  - La Boisière de Th. Barrière et A. Jaime (2 mars 1853)
  - Marie-Rose d'Auguste Anicet-Bourgeois et M. Masson (4 avril 1853)
  - La Bonne aventure de Paul Foucher (21 avril 1854)
  - Thérèse dans Les Oiseaux de proie de Dennery (octobre 1854)
  - Louise dans La Closerie des genêts (juin 1854)
  - Henriette de France dans Les Mousquetaires (30 août 1854)
  - Mercédès dans Monte-Cristo (Le Retour du Pharaon, 21 avril 1855)
- Cirque-National :
  - Marie Stuart en Écosse, de Duvicque et Crisofulli (23 août 1856)
- Odéon :
  - La Jeunesse d’Émile Augier (6 février 1858)
  - L’École des ménages d’Arthur de Beauplan (11 mai 1858)
- Ambigu :
  - Les Fugitifs d'Auguste Anicet-Bourgeois et Ferdinand Dugué